# Leporinus piau
Leporinus piau är en fiskart som beskrevs av Fowler, 1941. Leporinus piau ingår i släktet Leporinus och familjen Anostomidae. Inga underarter finns listade i Catalogue of Life.